# NGC 5533
NGC 5533 este o galaxie spirală situată în constelația Boarul. A fost descoperită în 1 mai 1785 de către William Herschel. Se află la o distanță de 45,5 de megaparseci de Pământ.